# 伊爾默河
51°48′54″N 9°55′30″E / 51.81500°N 9.92500°E

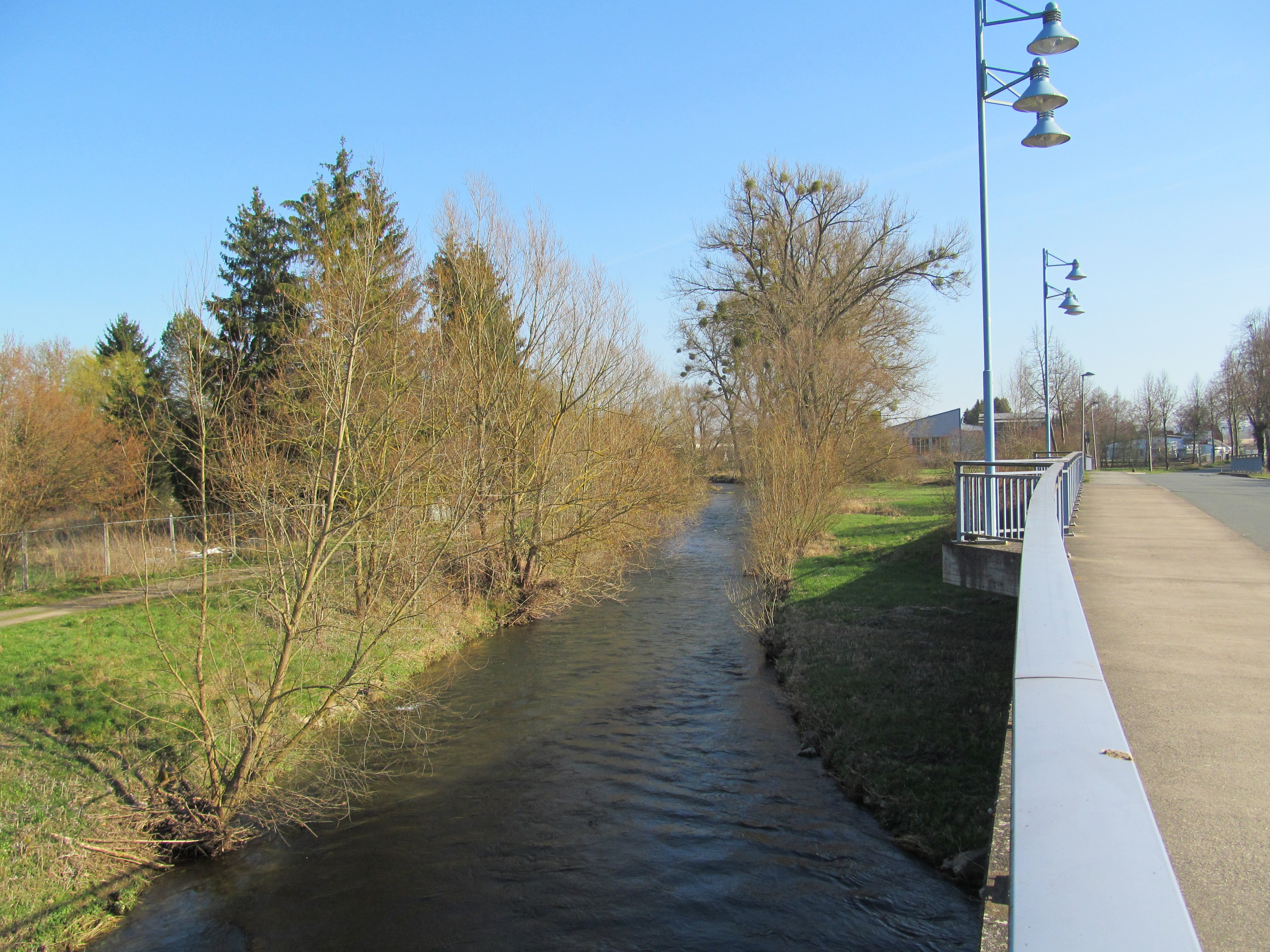
伊爾默河

伊爾默河（德語：Ilme），是德國的河流，位於該國西北部，由下薩克森州負責管轄，屬於萊訥河的右支流，河道全長33公里，流域面積393平方公里，河口處在艾恩貝克以東。